# Ладижинсько-Хутірська сільська рада
| Ладижинсько-Хутірська сільська рада — колишній орган місцевого самоврядування у Гайсинському районі Вінницької області з адміністративним центром у с. Ладижинські Хутори. Сільській раді підпорядковані населені пункти: - с. Ладижинські Хутори |

## Склад ради
Рада складалася з 12 депутатів та голови.

## Керівний склад сільської ради
| ПІБ                         | Основні відомості                                                                             | Дата обрання | Дата звільнення |
| --------------------------- | --------------------------------------------------------------------------------------------- | ------------ | --------------- |
| Невінчаний Борис Михайлович | Сільський голова, 1969 року народження, освіта, член Всеукраїнського об'єднання «Батьківщина» | 26.03.2006   | 31.10.2010      |
| Хутченко Віктор Андрійович  | Сільський голова, 1968 року народження, освіта середня спеціальна, член Партії регіонів       | 31.10.2010   |                 |

Примітка: таблиця складена за даними джерела

## Історія
На 1 жовтня 1959 Ладижинсько-Хуторянська, площа 1989 га, населення 1622 чоловік, 1 сільський населений пункт.